# Евір
Еві́р (фр. Évires) — колишній муніципалітет у Франції, у регіоні Овернь-Рона-Альпи, департамент Верхня Савоя. Населення — 1327 осіб (2011).
Муніципалітет був розташований на відстані близько 430 км на південний схід від Парижа, 115 км на схід від Ліона, 16 км на північний схід від Ансі.

## Історія
До 2015 року муніципалітет перебував у складі регіону Рона-Альпи. Від 1 січня 2016 року належав до нового об'єднаного регіону Овернь-Рона-Альпи.
1 січня 2017 року Евір, Ав'єрно, Лез-Ольєр, Сен-Мартен-Бельвю i Торан-Гльєр було об'єднано в новий муніципалітет Фійєр.

## Демографія
Динаміка населення (INSEE ):
Розподіл населення за віком та статтю (2006):
| Стать | Всього | До 15 років | 15-24 | 25-44 | 45-64 | 65-85 | Понад 85 |
| --- | ------ | ----------- | ----- | ----- | ----- | ----- | -------- |
| Чоловіки | 698    | 186         | 78    | 199   | 165   | 70    | 0        |
| Жінки | 609    | 149         | 33    | 214   | 136   | 57    | 20       |
| \| Статево-вікова піраміда \| Статево-вікова піраміда \| Статево-вікова піраміда \| \| ----------------------- \| ----------------------- \| ----------------------- \| \| Чоловіки \| Вік \| Жінки \| \| 0 \| 85 + \| 20 \| \| 4 \| 80-84 \| 12 \| \| 25 \| 75-79 \| 12 \| \| 25 \| 70-74 \| 12 \| \| 16 \| 65-69 \| 21 \| \| 21 \| 60-64 \| 12 \| \| 37 \| 55-59 \| 33 \| \| 49 \| 50-54 \| 37 \| \| 58 \| 45-49 \| 54 \| \| 54 \| 40-44 \| 41 \| \| 66 \| 35-39 \| 74 \| \| 54 \| 30-34 \| 58 \| \| 25 \| 25-29 \| 41 \| \| 33 \| 20-24 \| 8 \| \| 45 \| 15-20 \| 25 \| \| 58 \| 10-14 \| 37 \| \| 54 \| 5-9 \| 54 \| \| 74 \| 0-4 \| 58 \| |        |             |       |       |       |       |          |
| Статево-вікова піраміда |        |             |       |       |       |       |          |
| Чоловіки | Вік    | Жінки       |       |       |       |       |          |
| 0 | 85 +   | 20          |       |       |       |       |          |
| 4 | 80-84  | 12          |       |       |       |       |          |
| 25 | 75-79  | 12          |       |       |       |       |          |
| 25 | 70-74  | 12          |       |       |       |       |          |
| 16 | 65-69  | 21          |       |       |       |       |          |
| 21 | 60-64  | 12          |       |       |       |       |          |
| 37 | 55-59  | 33          |       |       |       |       |          |
| 49 | 50-54  | 37          |       |       |       |       |          |
| 58 | 45-49  | 54          |       |       |       |       |          |
| 54 | 40-44  | 41          |       |       |       |       |          |
| 66 | 35-39  | 74          |       |       |       |       |          |
| 54 | 30-34  | 58          |       |       |       |       |          |
| 25 | 25-29  | 41          |       |       |       |       |          |
| 33 | 20-24  | 8           |       |       |       |       |          |
| 45 | 15-20  | 25          |       |       |       |       |          |
| 58 | 10-14  | 37          |       |       |       |       |          |
| 54 | 5-9    | 54          |       |       |       |       |          |
| 74 | 0-4    | 58          |       |       |       |       |          |

## Економіка
2010 року серед 863 осіб працездатного віку (15—64 років) 693 були активними, 170 — неактивними (показник активності 80,3%, у 1999 році було 78,4%). З 693 активних мешканців працювало 658 осіб (356 чоловіків та 302 жінки), безробітними було 35 (18 чоловіків та 17 жінок). Серед 170 неактивних 64 особи були учнями чи студентами, 64 — пенсіонерами, 42 були неактивними з інших причин.

У 2010 році в муніципалітеті числилось 471 оподатковане домогосподарство, у яких проживали 1334,5 особи, медіана доходів виносила 23 795 євро на одного особоспоживача